# Павел Подколзин
Павел Подколзин (на руски: Павел Подкользин) е бивш руски баскетболист, център. Със своя ръст от 226 cm той е най-високият човек в Русия. Играл е в НБА за Далас Маверикс в продължение на два сезона.
Бил е юношески национал на Русия, като през 2000 г. печели сребърните медали от шампионата на Европа. Има звание Майстор на спорта.

## Кариера
Още на 16-годишна възраст дебютира за Сибиртелеком-Локомотив във второто ниво на руския баскетбол. Благодарение на изявите си в шампионата и юношеския национален отбор е забелязан от италианския Варезе, където преминава през 2002 г. Във Варезе за първи път играе в европейските клубни турнири, като две поредни години тимът участва в Купата на УЛЕБ и достига до четвърфиналите. Изявите на Подколзин в Италия му печелят прозвището „Сирибския Шакийл О'Нийл“.
През 2004 г. е изтеглен в драфта на НБА под номер 21 от Юта Джаз. Скоро след това обаче е обменен в Далас Маверикс. При преминаването в САЩ обаче претърпява операция на хипофизата, за да се спрат проблеми с хормоните на растежа. Възстановява се дълго време от операцията, а и адаптацията към американските тактически схеми създава проблеми на руснака. Записва едва 5 мача през сезона, в които е по 2 минути средно на мач в игра.
През сезон 2005/06 също не успява да спечели място в тима и остава извън основния състав. Прекарва няколко месеца в сателитния отбор Форт Уърт Флайърс в Джи Лигата. Единствения си мач за Маверикс през сезона изиграва в предпоследния кръг срещу Лос Анджелис Клипърс, загубен със 71:85. Вкарва 3 точки и взема 7 борби.
След като е освободен от Далас, преминава в БК Химки. Престоят му там обаче е кратък и скоро той се завръща в Сибиртелеком-Локомотив, където играе в следващите три сезона. През 2010 г. преминава в БК Нижни Новгород, но след като не записва нито един двубой за отбора, разтрогва контракта си.
След няколко месеца в тима на Металург-Университет става част от БК Новосибирск. През сезон 2014/15 печели руската Суперлига и Купата на Русия. През сезон 2016/17 е част от Сахалин и помага на тима да достигне финал в турнира за Купата на страната. Приключва кариерата си в тима на Университет-Юрга.

## Извън баскетбола
Играе епизодична роля в сериала „1703“, като се превърплъщава в убиец по прякор Еднорога.

## Успехи
- Суперлига на Русия – 2014/15
- Купа на Русия – 2014/15